# Axioma de Pasch
O Axioma de Pasch é um axioma criado por Moritz Pasch que complementa a geometria euclidiana. Pode ser definido da seguinte forma:
"Dados três pontos {\displaystyle \scriptstyle A}, {\displaystyle \scriptstyle B} e {\displaystyle \scriptstyle C}, não colineares e uma reta {\displaystyle \scriptstyle r} no plano determinado por estes três pontos, e que não contém nenhum deles, se {\displaystyle \scriptstyle r}
passa por um ponto de {\displaystyle \scriptstyle {\overline {AC}}} então também passa por um ponto de {\displaystyle \scriptstyle {\overline {BC}}} ou de {\displaystyle \scriptstyle {\overline {AB}}}."
Uma das variações deste axioma é denominado de "Postulado da separação do plano".
Moritz Pasch publicou este axioma em 1882 e demonstrou que os postulados de Euclides estavam incompletos.
O axioma não deve ser confundido com o Teorema de Pasch.